# Canal 8 UCV Televisión
Canal 8 UCV Televisión –Canal 9 UCV Televisión entre 1994 y 2002– fue un canal de televisión abierta chileno, de carácter regional, con cobertura en la Región de Coquimbo. Se inició como retransmisor de UCV Televisión en 1971, posteriormente pasó a ser una señal regional en 1974, y finalizó sus emisiones en 2002, volviendo a ser un retransmisor del canal porteño. En la década de 1980 e inicios de la de 1990 poseía una nutrida programación propia y externa, esta última gracias a los acuerdos que poseía con Canal 13, Canal 11 y UCV Televisión.

## Historia

### Primeros años
Las primeras gestiones para instalar una estación de televisión en La Serena se remontan a febrero de 1968, cuando ejecutivos de UCV Televisión ofrecieron ayuda técnica para instalar una repetidora del canal porteño. En marzo de 1969, con el cambio de frecuencia del canal de Valparaíso desde el canal 8 hacia el canal 4 y el aumento en la potencia de transmisión de sus equipos, se señalaba en medios de prensa que la recepción de dicha estación televisiva alcanzaba hasta la ciudad de La Serena por el norte.
Los inicios de esta señal se remontan a septiembre de 1971, cuando UCV Televisión comenzó sus transmisiones en La Serena y Coquimbo; para llevar la señal desde Valparaíso se instalaron repetidoras en el cerro Pellín —en el sector denominado como Lo Varoli— y en Tongoy, luego de estudios realizados por el ingeniero Omar Ferreira. El canal se captaba en la frecuencia 4, y transmitía todos los programas de la señal porteña. El 8 de junio de 1972, tras la llegada de TVN a La Serena y Coquimbo en dicha frecuencia, UCV Televisión decidió trasladarse al canal 8 para esas ciudades. Canal 8 UCV Televisión, ya como estación autónoma, surgió el 10 de mayo de 1974, transmitiendo desde el cerro El Calvario de Coquimbo la programación de Canal 4 de Valparaíso en diferido.
En 1975 se comenzaron a realizar de manera semanal los primeros programas locales; el primero de ellos fue Vistazo Deportivo, presentado por Horacio Miranda Droguett y emitido los días domingo a partir del 9 de febrero —en esa misma jornada se emitió un reportaje sobre la inauguración de la Expo Peñuelas—. El 12 de febrero se emitió una entrevista al intendente de la Región de Coquimbo, Manuel Barros Recabarren, y el día 15 se iniciaron las emisiones de Noticiero Regional, que se transmitía de forma semanal los días sábado. Del 22 al 24 de febrero emitió en diferido el Festival de la Canción del Río Elqui, realizado en Vicuña, y el 15 y 16 de marzo emitió reportajes sobre los efectos del terremoto ocurrido en la zona el día 13.
El 22 de marzo de 1975 fue instalado un nuevo transmisor de 1 kW —proveniente desde Valparaíso— en la antena del cerro El Calvario de Coquimbo; las obras estuvieron a cargo de Carlos Salnn Solís y Joaquín Ferreira, ingenieros electrónicos de UCV Televisión, junto a Rogelio Rojas Ross, jefe técnico de Canal 8. El 13 de septiembre de 1975 Eduardo Sepúlveda Whittle dejó la dirección de Canal 8 luego que dicho cargo fuera suprimido, siendo reemplazado por el cargo de gerente, que sería asumido por Óscar Rojas Tapia, quien hasta ese entonces se desempeñaba como jefe del Departamento de Ventas de la estación local.
El 10 de mayo de 1976 fueron inaugurados los estudios y una nueva planta transmisora, ubicados en Avenida Estadio 1365, pasando a desarrollar programas propios de manera diaria, comenzando con el informativo Ocho Noticias y el programa Vistazo Deportivo. En la misma fecha se incorporaron a Canal 8 Jaime Díaz Torres, los periodistas Rubén Moore y Horacio Miranda, y los locutores Rodolfo Cepeda y Carlos Alberto Miller, quienes se convertirían en el equipo desarrollador de varios de los programas propios de la señal. Los nuevos equipos que recibió Canal 8 fueron adquiridos en Japón e incluyeron cámaras, elementos técnicos y grabadoras de videocasete.
Los primeros años de Canal 8 se caracterizaron por el desarrollo de diferentes formatos televisivos pioneros a nivel regional: en mayo de 1976 fue emitida la revista musical Semblanzas Coquimbanas, creada por Gonzalo Tapia Díaz y realizada en el Teatro Nacional de Coquimbo. El 24, 25, 27 y 28 de agosto de 1976 Canal 8 transmitió en directo el primer Festival del Clavel, realizado en el Teatro Nacional de La Serena; en 1977 la señal emitiría la segunda y última edición de dicho concurso musical organizado por la Municipalidad para celebrar el aniversario de la ciudad. También se desarrollarían durante 1976 y 1977 nuevos programas, como Agro-TV, IV-Región y Tele-Deporte.
El 16 de febrero de 1978 Canal 8 emitió la final del Festival del Sol de Paihuano que había ocurrido dos días antes. El 17 de abril del mismo año se emitió el primer programa infantil local: Los Duendes del Mundo Infantil, presentando por René Ducros González y que contaba con la participación de la Escuela Técnica Femenina "Juana Ross de Edwards", el 19 de agosto emitió el Tercer Festival de la Canción Juvenil, y el 7 de octubre se inició la emisión de Estudiantes 78, programa artístico cultural realizado desde el teatro del Liceo Gabriela Mistral de La Serena. El mismo año Canal 8 emitió las semifinales de la preselección chilena para la OTI correspondientes a los canales universitarios, así como también formó parte de la primera Teletón a través de la Red UCV Televisión, que se identificaba con los números 4, 5 y 8 (frecuencias en Valparaíso, Santiago y La Serena, respectivamente).
Canal 8 buscaba expandir su cobertura a lo largo de la región mediante la colaboración monetaria de los vecinos de las comunas a las que pretendía llegar. La primera ciudad en recibir las emisiones de la señal regional fue Andacollo a través del canal 12; el 22 de abril de 1978 fue inaugurada la planta repetidora instalada en el cerro La Cruz, que fue adquirida en Estados Unidos gracias al aporte de 8 mil dólares por parte de la Asociación Minera de la comuna. La Universidad Católica de Valparaíso buscaba expandir durante 1978 las emisiones de Canal 8 hacia Ovalle —proyectando la instalación de una repetidora en el cerro Tamaya— y en años siguientes hacia el valle del Choapa, sin embargo el plan no logró materializarse.

### Consolidación y desarrollo
En 1979 Canal 8 UCV Televisión adquirió nuevos equipos que permitieron mejorar el nivel de la señal, entre ellos un enlace de microondas entre los estudios de avenida Estadio y la antena transmisora en el cerro El Calvario de Coquimbo, y cámaras de televisión en color para realizar programas propios. A partir del 2 de julio del mismo año Canal 8 comenzó a retransmitir en diferido algunos programas producidos por Canal 13, entre ellos Tribunal de la risa, Lunes gala, La rueda de la fortuna, Un millón para el mejor, Canturreando, Sábados gigantes y El mundo del Capitán Sacacorchos, mientras que a partir del 30 de junio de 1980 se incorporaron a su programación algunos espacios de Teleonce como ¿Cuánto vale el show?, Música libre, Los bochincheros y La noche y los recuerdos.
Durante la década de 1980 e inicios de los años 1990, Canal 8 UCV Televisión mantuvo sus acuerdos de retransmisión con Canal 13, Teleonce (posteriormente Universidad de Chile Televisión y luego RTU) y UCV Televisión; gracias a esto se emitían en diferido diversos tipos de programas, como Almorzando en el trece, Mundo '84, Martes 13, Pipiripao o Patio Plum. Debido a estos acuerdos, el canal logró buena audiencia en la Región de Coquimbo, sumado a la producción de programas propios, como los teleteatros producidos por Gonzalo Tapia Díaz, profesor y escritor local. La programación externa era transmitida en Canal 8 con una semana de retraso, dado que las cintas eran enviadas por correo.
El 10 de mayo de 1982, coincidiendo con un nuevo aniversario del canal, fue inaugurada en el cerro El Calvario de Coquimbo una nueva antena Kathrein de origen alemán, adquirida en Estados Unidos a través de la fundación International Educational Development; junto con dicho equipo fueron instalados un nuevo modulador y amplificador de señal de 1 kW, lo que permitió mejorar la calidad de la imagen y sonido.
El 1 de abril de 1984, Canal 8 UCV Televisión emitió un programa especial sobre el 40° aniversario del diario El Día, en el cual se realizó un recorrido por las dependencias del periódico, y se repasaron las noticias más importantes de los 40 años de historia del periódico serenense el que culminó, por primera vez, con un mensaje a los televidentes de su director y propietario, Antonio Puga Rodríguez. Este hecho también marcó un hito, ya que el recién creado Departamento de Producción de El Día, creado y dirigido por Jorge Budrovich Palacios, a su vez editó un suplemento de cuatro páginas en que se mostraba el Canal 8, su organización, programas y personal. Cabe destacar que uno de los directores que tuvo Canal 8, Eduardo Sepúlveda Whittle, también fue director de este periódico entre 1955 y 1959. Al mes siguiente, el 10 de mayo de 1984, en el marco de las celebraciones por el décimo aniversario del canal como estación televisiva autónoma, se estrenó una moderna unidad móvil consistente en un furgón (que había sido adquirido el año anterior) equipado con los implementos necesarios para realizar transmisiones en exteriores.
A lo largo de la década de 1980, Canal 8 UCV Televisión acercó su medio de comunicación hacia la gente, participando en varias versiones de la Expo Peñuelas, exposición veraniega que se realizaba en Coquimbo, donde destacó el stand que instaló en la versión de 1988, en el cual se exhibió la primera cámara de televisión usada en Chile; aquella cámara actualmente pertenece a la Universidad Católica de Valparaíso. Incluso, Canal 8 UCV Televisión aportó dinero junto a otras grandes empresas ubicadas en la zona para poder concluir los trabajos de la primera etapa en la construcción de la Avenida del Mar, inaugurada en febrero de 1980.
En los últimos años de la década, Canal 8 debe cubrir importantes eventos noticiosos para la región y el país, tales como la visita de Juan Pablo II a Chile en 1987, el plebiscito de 1988 y las elecciones presidenciales y parlamentarias de 1989. Para la visita papal a La Serena y Coquimbo, Canal 8 realizó un importante despliegue técnico, para lo cual participó en conjunto con los demás canales nacionales (especialmente Canal 13, que era el encargado de la transmisión oficial) que cubrieron el evento.
A finales de la década de 1980 e inicios de la de 1990, Canal 8 UCV Televisión comenzó a ver mermada su programación emitida en diferido, tras la llegada de Canal 13 (el 25 de agosto de 1988) y de Chilevisión (el 7 de abril de 1994) a la zona. Al finalizar los acuerdos con estas televisoras, la señal regional se vio obligada a emitir sólo programas propios o realizados por UCV Televisión en Valparaíso.

### Canal 9 y el fin de la señal
A mediados de 1994, Canal 8 UCV Televisión se trasladó a la frecuencia VHF 9 en La Serena y Coquimbo. Este cambio marcaría el inicio del fin de la televisora regional. Ese año marca además la salida de Julio George-Nascimento Failla, su director hasta ese entonces, que fue el tiro de gracia para un canal que hizo época en la Región de Coquimbo. Las razones las relata él mismo:

En 1994, el Consejo de Televisión de la Católica de Valparaíso me dijo: "Julio, hay que mandar plata". Bueno, yo me quedé de una pieza, porque los hijos no mantienen a los padres. Además, tengo el concepto de que todo lo que generaba el canal se invertía y se gastaba en el canal. Entonces, yo expresé mi disconformidad y ofrecí mi renuncia. Y esa es la verdadera razón por la cual Canal 8 se terminó. El Canal 8 se quería aliar con Telenorte y ése es otro motivo más por el cual no prosperó.

La señal no lograría potenciar sus programas, y la alicaída audiencia, sumado a la falta de publicidad e interés comercial, comenzarían a restringir la programación y calidad de la señal. El noticiero local se suprimió meses antes del cierre de la señal, y luego se producirían muy pocos programas de carácter regional. A pesar de todo lo anterior, el acuerdo con UCV Televisión seguía vigente y se seguían emitiendo programas desde Valparaíso.
El cierre de transmisiones regionales ocurrió el 15 de enero de 1995, a las 23:42 horas con el programa Preparen... Apunten... que conducía el periodista Fernando Moraga Acevedo y cuyo invitado para aquella ocasión fue el entonces Seremi de Gobierno, Luis Moncayo Martínez. Quien bajó el interruptor fue el funcionario Patricio Valdés Rivera, el que cerró la puerta de Avenida Estadio. El resto del personal comenzó en ese instante un período de "vacaciones colectivas" por espacio de un mes, hasta febrero de 1995. A fines de ese mes se finiquitó a todo el personal, incluyendo a quienes tenían fueros. Pese al cierre de las emisiones regionales, la señal emitía su programación todos los días de 16:00 a 0:00, con varios videoclips, imágenes de La Serena y Coquimbo, y la programación del canal porteño, pero en diferido.
Durante el verano de 1997, el equipo de Rock & Pop Televisión llegó a La Serena para hacer el programa "Open Rock & Pop" desde el Open de La Serena. Durante el evento, Rock & Pop Televisión emitió en conjunto con Canal 9 la transmisión en directo de este programa durante ese verano, pero igualmente seguía la programación de UCV Televisión.
Para 1999, Canal 9 cambió de administración y se exhibieron solamente videoclips y programas propios como el noticiero Zona 4 Noticias, el primer informativo regional que decidió competir en horario a 24 Horas Red Coquimbo de la señal regional de TVN, con una duración de 30 minutos y emisión en directo de lunes a viernes. Su Jefe de Prensa era el periodista Cristián Herrera Peña, quien con los años se convertiría en Gobernador de la Provincia de Limarí. Otro programa propio fue el programa juvenil El Submarino conducido por Rodrigo Díaz.
En el año 2000 retornó la emisión en directo de UCV Televisión y en ese mismo año la productora audiovisual El Submarino (del mismo nombre que el programa) decidió administrar a Canal 9, poniendo en su exhibición el noticiero UCV Noticias, el programa juvenil El Submarino y un programa deportivo llamado Directo al Deporte. Pese a todo esto, la señal en directo de UCV Televisión dejó de emitirse el 31 de diciembre de 2001, misma fecha en que Telenorte comenzara a exhibir la programación de UCV Televisión a todo el norte, incluyendo La Serena (aunque en esta última ciudad se exhibía con fallas de origen). Canal 9 comenzó su oficio como canal regional con producción propia exhibiendo videoclips, programas musicales o de entretenimiento, entre otros, y también comenzó la producción de publicidad regional. Este período concluyó a fines de julio de 2002, ya con nueva administración y con la obligación de exhibir una vez más la programación en directo de UCV Televisión.
Desde 2002 hasta 2003, Thema Comunicaciones arrendó el estudio de Canal 9 en Avenida Estadio 1365, y Canal 9 emitía la programación del canal regional de cable Thema Televisión. Por ejemplo, los programas del canal de cable empezaban entre las 14:30 y 15:00; luego se retornaba a la programación habitual a las 16:00, y se exhibía también el resumen semanal del noticiero Thema Noticioso, los días domingo de 18:45 a 19:45. La señal partía la programación de lunes a viernes de 16:00 a 0:00, y los sábados y domingos de 9:00 a 0:00.
El final llegaría en 2002, cuando la señal decide finalizar sus transmisiones definitivamente. Una de las razones que se esgrimió fue la llegada de UCV Televisión a la Región de Coquimbo, como parte de su plan de expansión nacional. Si bien Canal 9 cerró en 2002, UCV Televisión recién se incorporó a la parrilla programática regional en 2003, finalizando así con más de 25 años de televisión local. Canal 9 quedó como retransmisor de tiempo completo de la programación del canal de Valparaíso.
Posterior al cierre de Canal 9, UCV Televisión decidió relanzar un noticiero local para La Serena y Coquimbo en mayo de 2005. El noticiero, denominado Página Cuatro Noticias, se emitía durante los últimos 15 minutos del noticiero Página Uno (emitido desde la sede central de UCV Televisión en Viña del Mar), en su primera etapa fue conducido por Ricardo Muñoz, y en su última etapa fue conducido por Claudia Spencer. Este noticiero no logró mucha difusión entre la teleaudiencia, y dejó de transmitirse a finales de 2006.
Los archivos históricos del canal, preferentemente cintas de vídeo U-matic, desaparecieron luego del cierre del canal; registros de programas locales y todo el archivo de prensa fueron llevados a su sede central en Valparaíso, donde supuestamente fueron borrados para ser reutilizados. Según testimonio de algunos extrabajadores que visitaron el canal posterior a su cierre, muchas cintas quedaron botadas en el mismo lugar, abiertas y sin protección. El médico Félix Jacob, quien fuera panelista de numerosos programas del canal, conserva un archivo personal en VHS, con cientos de horas de transmisión, las que estarían en proceso de digitalización para su conservación a futuro.[cita requerida]
La casa donde funcionó el canal y su estudio de televisión, en Avenida Estadio 1365, fueron demolidos en el año 2012, para dar paso a la construcción del edificio institucional de la Junta de Vigilancia del Río Elqui y sus Afluentes. De la construcción original solo sobrevive una casa de madera que era utilizada por el canal como casino y departamento gráfico, la que aún esta en pie en el sector trasero de la propiedad, por el lado de calle Las Rojas, en La Serena.

## Directores
- 1971-1975: Eduardo Sepúlveda Whittle
- 1975-1988: Óscar Rojas Tapia
- 1988-1994: Julio George-Nascimento Failla

## Programas propios

### Informativos
- Noticiario Regional: primer informativo emitido por el canal, inicialmente de carácter semanal desde el 15 de febrero de 1975, pasando a ser diario desde el 10 de mayo de 1976 y emitido hasta el 9 de mayo de 1982. Desde sus inicios su presentador era el locutor Rodolfo Cepeda, agregándose a partir del 1 de septiembre de ese año el segmento El Tiempo, presentado por Rosa Ximena López de Maturana y en el cual se entregaba el pronóstico meteorológico y el estado de las carreteras. En marzo de 1979 Cepeda fue reemplazado por Guillermo Omar Olivares.[35]
- Ocho Visión: emitido desde el 10 de mayo de 1982, en los primeros años fue conducido por Jorge Alfaro Vega y Rosa Ximena López de Maturana.[36] En los años siguientes se agregó una edición dominical, que era conducida por María Elena Beovic y Marcelo González Godoy; además, en esa edición se presentaba un informe deportivo presentado por Humberto "Cato" Vásquez.
- Teleocho Noticias: ya en agosto de 1988, se sumaron dos ediciones de Teleocho Noticias: Teleocho Matinal, que se emitía entre las 8:00 y 8:20 de la mañana; y Teleocho al Cierre, que se transmitía entre las 23:10 y 23:30 horas. Posteriormente, María Elena Beovic emigró a Canal 11 para después radicarse en Francia, trabajando en televisión de habla hispana. Por su parte, Marcelo González Godoy se desempeñó entre mediados de 1991 y julio de 1997 como locutor de continuidad y relator de fútbol y básquetbol en Megavisión, y entre septiembre de 1997 hasta mayo de 2009 como locutor de continuidad de Canal 13.
- Nueve Visión.
- Zona Cuatro Noticias: en 1999, bajo una nueva administración, lanza su primer informativo regional que decidió competir en horario a TVN Red Coquimbo, con una duración de 30 minutos y emisión en directo de lunes a viernes. Su jefe de Prensa fue el periodista Cristián Herrera Peña. Duró hasta mediados de dicho año por bajos resultados de sintonía.
- UCV Noticias.
- Página Cuatro Noticias: UCV Televisión relanza en mayo de 2005 su noticiero local emitiendo en los últimos 15 minutos del noticiero central Página Uno que se emitía desde Viña del Mar. En su primera etapa fue conducido por Ricardo Muñoz, y en su última etapa fue conducido por Claudia Spencer. Este noticiero no logró mucha difusión entre la teleaudiencia, y dejó de transmitirse a finales de 2006.

### Conversación
- Nuestra Noche: el único programa estelar de toda la historia de la televisión regional en Coquimbo se emitía inicialmente los días sábado a las 21:30. Comenzó el 1 de noviembre de 1980,[37] destacando la temporada de 1983, que incluyó un concurso musical para conocer talentos locales. El programa, en su primera temporada, se realizaba desde el hotel Francisco de Aguirre;[37] desde la temporada de 1981 en adelante, el programa se grababa el día sábado en el Casino de Juegos de Coquimbo (actual Casa de la Cultura y Turismo) y era un programa de conversación con figuras del espectáculo nacional y regional. El humor estaba a cargo de Los Bigornias y diversos humoristas locales (entre ellos quien posteriormente sería alcalde de La Serena, Roberto Jacob, y su hermano Félix), y además existió una sección de turismo hecha por Jorge Alfaro Vega. Nuestra Noche era conducido por Humberto Vásquez Cortés, y la dirección estaba a cargo de Jaime Díaz Torres.[37]
- En el Ocho a las Ocho: el programa matinal de Canal 8 debutó a fines de agosto de 1988 y era conducido por Juan Carlos Thenoux Ciudad, y en 1991 se emitía entre las 7:45 y 11:30. En el programa se realizaban entrevistas con diversos personajes, segmentos humorísticos, etc. También participaron en la conducción de este programa, Margarita Evans, Antonio Machuca y Juan José Salinas. A cargo de la Dirección de TV, pasaron profesionales como Hugo Kyonen (fallecido, ex Canal 13), Rodolfo Nutters (hoy en Chilevisión) y Hugo Carvajal Ayala, quien actualmente trabaja en Canal 13.
- IV Región: programa de conversación sobre distintos aspectos de la realidad regional, emitido durante 1977 y presentado por Alejandro Pino Uribe.
- Agro-TV: programa sobre la actualidad agrícola de la zona, emitido en 1977 y presentado por Gastón Munizaga Duplaquet.
- Matinal Regional.
- Entre Nosotros.
- Hola, Hola, Mujer: era un infomercial emitido por Canal 9 UCV Televisión que conducía el naturólogo y comunicador Jorge Castro de la Barra. El programa ofrecía en este espacio consejos y videoclips, junto con la promoción y venta de productos naturales.
- Desde el Café El Patio: era un programa de conversación que se realizaba en un local llamado Café El Patio (ahora restaurante Rapsodia, incendiado en julio de 2017) que está ubicado en la calle Prat 470, en el centro de la ciudad.
- Preparen... Apunten...: programa de corte político e informativo, presentado por Fernando Moraga Acevedo. Se emitía los días domingos en horario estelar, donde se invitaba a personalidades del ámbito político y noticioso regional y nacional a analizar los temas políticos ocurridos en la semana en la región y de otros temas en general. Fue el último programa con el cerró sus puertas el canal regional en enero de 1995.[34]

### Deportivos
- Tele-Deporte: programa realizado en 1977 y que presentaba contenidos educativos e instructivos sobre la práctica deportiva en la Región de Coquimbo.
- Vistazo Deportivo: en este programa deportivo, que se emitía los lunes y los viernes a las 19:30, se presentaba un resumen del acontecer deportivo regional. El programa fue conducido hasta 1978 por Horacio Miranda, y a partir de ese año por Humberto "Cato" Vásquez. El camarógrafo era Mario Rojas (que se desempeñó en CuartaVisión), y entre los periodistas del equipo se cuenta a Alberto Casanga Wilson, de gran trayectoria en la zona. Posteriormente, Vistazo Deportivo incluyó panelistas, entre los cuales estaban Mauricio Brown (exlocutor de Radio San Bartolomé), Horacio Miranda (conductor inicial de Vistazo Deportivo hasta 1978) y Miguel Jacob.
- Directo al Deporte: uno de los últimos espacios deportivos de Canal 9 UCV Televisión, que en sus primeras etapas era un programa donde se ofrecía el resumen de la jornada deportiva regional igual como lo hicieron en el programa Vistazo Deportivo, y en su última etapa ofrecía distintos partidos de fútbol grabados de Deportes La Serena o Coquimbo Unido con relatos y comentarios.

### Musicales y juveniles
- Enhorabuenas, Chile: Canal 8 UCV Televisión también desarrolló este programa, de corte folclórico, en el cual se presentaron diversos grupos folclóricos de la región. Este programa se realizó desde distintas locaciones, incluyendo la Plaza de Armas de Coquimbo, el edificio del Casino de Peñuelas, y la peña folclórica El Alero del Cantor (este último ubicado en el sector Covico de la ciudad de Coquimbo). Era emitidos los fines de semana antes de Fiestas Patrias (18 y 19 de septiembre) y era presentado por Marcelo González Godoy.[38]
- Diapasón: era un programa de música emitido por Canal 9 UCV Televisión. El programa se realizaba en los estudios de Radio Carolina en La Serena, que en ese entonces estaban ubicados en el sector de La Antena, cercano al Aeropuerto La Florida.
- Sundance Club: programa juvenil realizado en la Discotheque Sundance ubicada en la Ruta 5 con Cuatro Esquinas. Se trataba de un espacio donde se mostraba notas, bailes y todo lo que acontecía en las noches veraniegas en dicha discotheque, acompañados de videoclips. El programa fue conducido por dos locutoras llamadas Paula y Natasha, acompañados de los DJs de Sundance como DJ Daddy D., M.C. Dexter y Pablo Moraga, conocido como Crazy DJ. Se emitía de lunes a viernes por la noche, durante los veranos de 1993 y 1994.
- Tu Música: este sería el último programa musical juvenil transmitido por Canal 8, el cual tuvo mucho éxito entre la juventud. Conducido por el animador Daniel López (locutor de radio El Faro de La Serena) y coconducido por Carolina Font. Este programa era dirigido por Sergio Tapia y producido por José Valencia. Comenzó a transmitirse tímidamente los días domingo a las 14:00 sólo con media hora de programación. Al paso de unos meses se apostó por colocarlo en la parrilla programática de lunes a viernes durante una hora a la semana, lo cual fue un acierto debido al empeño y creatividad de todo el equipo. Estuvo al aire varias temporadas y se terminó de transmitir al momento del cierre del canal.
- El Submarino (1999-2001).
- Proyecto X (1999-2000): programa juvenil de Canal 9 UCV Televisión realizado desde la tienda Macross Comics, emitido desde fines de 1999 hasta el verano de 2000. Dicho programa se trataba de temas de manga y animación japonesa, juegos de cartas y videojuegos.

### Otros
- Teleteatros: entre 1980 y 1982, la estación también produjo algunos teleteatros creados y dirigidos por el profesor Gonzalo Tapia Díaz y el productor de televisión Jaime Díaz Torres, que fueron muy populares entre la teleaudiencia regional. Entre las obras presentadas se cuentan: El gran amor de Arturo Prat (emitido el 21 de mayo de 1980),[39] Cuando vuelvan las gaviotas (emitido el 10 de mayo de 1981),[40] La Serena, una historia... un recuerdo (emitido el 28 de agosto de 1981),[41] Aquella Navidad (emitido el 28 de diciembre de 1981)[42] y Coquimbo, realidad y leyenda (emitido el 8 de mayo de 1982).[43] Estas obras fueron interpretadas por la agrupación regional de teatro Cotemac, y se emitían en capítulos unitarios, es decir, en cada capítulo se emitía una historia diferente.
- Especiales: el canal realizó varios programas especiales a lugares e instituciones de la Región de Coquimbo. Varios de ellos se cuentan: Coquimbo: Su mar, su historia y su gente, 40° aniversario del diario El Día, Especiales de Fiestas Patrias y Año Nuevo, entre otros.

## Programas emitidos en acuerdo
Canal 8 UCV Televisión, desde su aparición como canal regional en 1974, realizó acuerdos de transmisión para emitir programas de los canales que aún no tenían recepción en La Serena y Coquimbo. La lista de algunos programas que eran transmitidos, se detalla a continuación:

### Canal 13
- Almorzando en el trece
- Aplauso
- Baila domingo
- Canturreando
- Carrusel
- Deporte color
- El mundo del Capitán Sacacorchos
- Éxito
- Grandes Eventos
- Festival infantil
- La rueda de la fortuna
- Lunes gala
- Martes 13
- Mundo '84
- Noche de gigantes
- Sábados gigantes
- Telenovelas nacionales
- Tribunal de la risa
- Un millón para el mejor

### Teleonce/Universidad de Chile Televisión/RTU
- 525 Líneas
- Abbott y Costello
- Anímese
- Chilenazo
- Cordialmente
- ¿Cuánto vale el show?
- Déjelos con nosotros
- Deporte en Vivo
- Domicilio Conocido
- El Show de Enza
- EuroRock
- Extra Jóvenes
- Función de Gala
- La Tarde Grande
- Los Bochincheros
- Masamigos
- Niñerías
- Nosotras
- Nueva Música Joven '81
- Once Deportes
- Patio Plum
- Patrulla Scout
- Series
- Siete Vidas
- Sólo para Menores
- Telenovelas extranjeras
- Videotop

### UCV Televisión
- A Todo Ritmo
- Archivo de lo Insólito
- Cantando y Contando
- Conversación Privada
- Cuatro Remos
- De Profundis
- El Chapulín Colorado
- El Chavo del Ocho
- El Mirador de Lukas
- Encontrémonos en Mundo Mágico
- Europa Semanal
- Foro Interamericano
- Fútbol Argentino
- Fútbol Brasileño
- Go in Go
- Hola, Niños
- Juntos pero no revueltos
- La Ruleta de la Suerte
- La Teletómbola
- Los 3 Chiflados
- Noches del Deporte
- OK.
- Picoteo
- Pipiripao
- Programas y Telenovelas de Telemundo
- Sociedad Anónima
- Show de goles
- Telenovelas mexicanas
- Telemanía
- Tertulia
- The Midnight Special
- Torniquete y Ventolera
- Travesuras y Canciones
- Útil y Facil
- Veamos Cine
- Villa Alegre
- Zona de Niños

## Logotipos
| Período   | Descripción |
| --------- | --- |
| 1971-1974 | El logotipo era simplemente el mismo que el de UCV Televisión, dado que era una mera repetidora de la señal porteña. |
| 1974-1994 | El primer logotipo de Canal 8 UCV Televisión fue una pantalla de televisión de forma cuadrada, de color celeste en su interior. Dentro de él aparecía, un rectángulo blanco con el número 8 dentro y con el mismo color celeste, y debajo de éste, las letras UCV con bordes gruesos y más abajo la palabra TELEVISIÓN con letras más delgadas. En 1978 la pantalla de televisión pasa a ser de color azul o morada, con un borde blanco al interior, con el número 8 gigante, y las siglas UCV (similares al logo de UCV de ese año), debajo de éste.                                                                  |
| 1994-1995 | Ya como Canal 9, el logotipo anterior es reemplazado por un rectángulo oblicuo de color celeste, inclinado hacia la derecha. En su interior aparece el número 9 en trazo grueso. En el sector inferior izquierdo aparecen las letras UCV, y debajo del rectángulo oblicuo, la palabra IV REGION en letra Helvética, mayúscula, y de color azul oscuro. En el costado derecho del rectángulo oblicuo aparecen, de forma descendente y siempre apegado al borde la figura, la palabra TELEVISION (también en mayúsculas, letra Helvética, y color azul oscuro), coincidiendo la letra N de"Región con la N de Televisión. |
| 1995-1999 | Cuando cerraron la programación regional de Canal 9, para reemplazar a la del canal porteño presentaron solamente el logo de UCV Televisión de ese año más las palabras LA SERENA-COQUIMBO, lo mismo pasó en 1996 cuando el canal cambió de logotipo. |
| 1999      | Palabras en letra Impact que decían: TV9 que se encuentra al frente de un petroglifo del Valle del Encanto. |
| 1999-2001 | La sigla TV9 pero en formato de letra Mistral donde primero decía: TV y luego una 9 gigante, y de sombra un óvalo. |
| 2001      | Pantalla de televisión con una nueva versión de forma cuadrada y gruesa, de color blanco en su interior y líneas azules. Dentro de él aparecía, de color azul, el número 9, y debajo de éste, las letras UCV. |
| 2001-2002 | Círculo azul oscuro con un borde celeste. Dentro del círculo azul aparecía el número 9 con trazo delgado, y de color anaranjado. Este logotipo duró hasta el cierre del canal en 2002. |

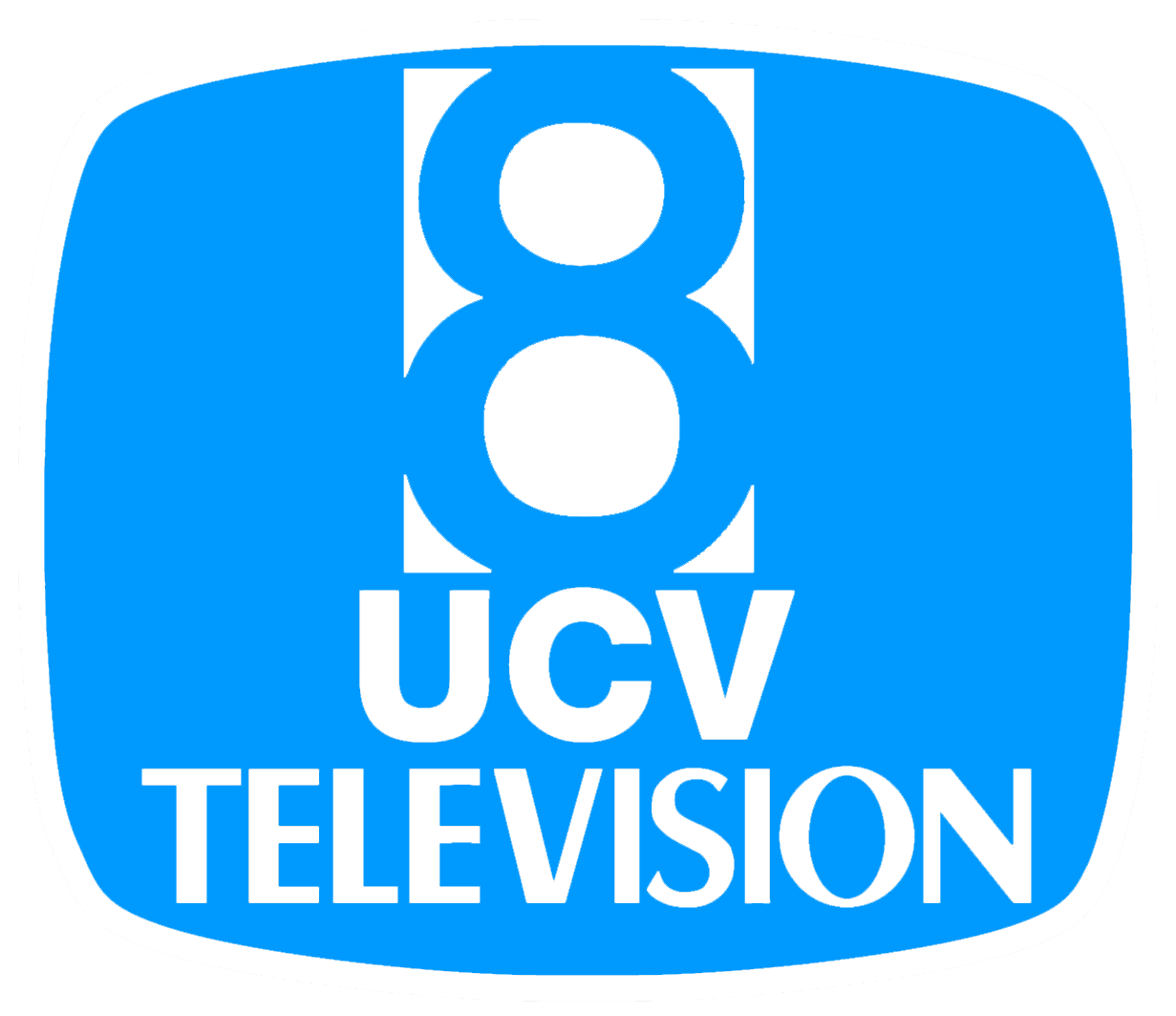
1974-1978
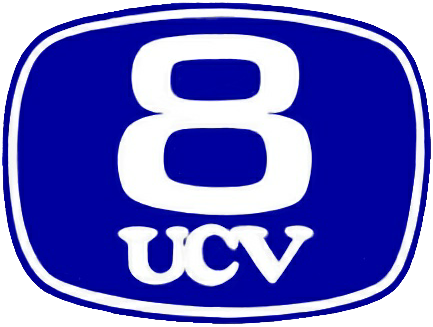
1978-1994.
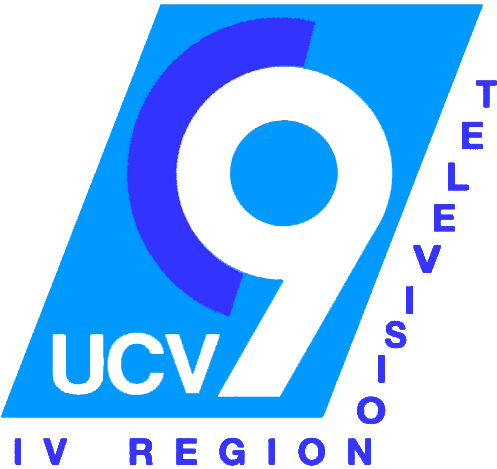
1994-1995.
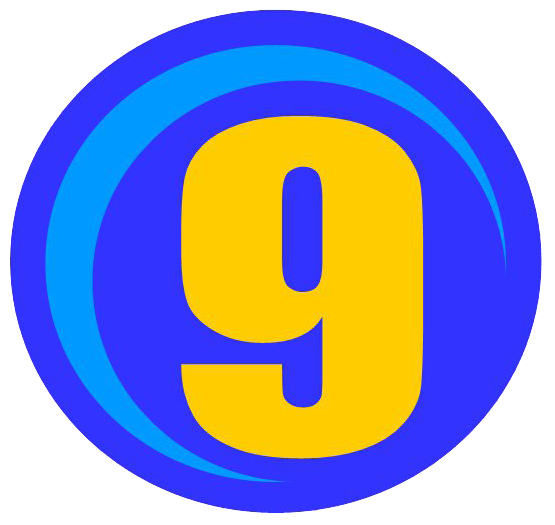
2001-2002.